# Crni Plat

Crni Plat, naselje kod Tivta. Izvorištem je razvoja današnjega urbaniziranog Tivta.

## Zemljopis
Nalazi se na gornjim kosinama Vrmca, iznad prostrane tivatske ravnice pri moru, od Gornje Lastve ka jugoistoku.

## Ime
Zove se po gustoj tamnoj šumi četinara između dvije brdske kosine, iznad mjesnog groblja i crkvice sv. Šimuna, zatim po gustoj šumi kestena (kostanja) na lokalitetu Kostanjica, čiji naziv traje još iz srednjega vijeka, te po gustoj šumi maslina i dubova (hrastova)u samome selu, na njegovim kosinama.

## Povijest
Nastalo je u ranom srednjem vijeku oko prastare crkve sv. Srđa čija ruševina i danas postoji. Epigrafski se natpis na ukrasnoj ploči te crkve mogao datirati u polovicu IX. stoljeća: Ja Albelinus, đakon, sin Bergolina i braća moja, izgradili smo ovo sveto mjesto u čast Sv. Srđa, Sv. Nikole i Sv. Dimitrija. Dotad je primorski pojas bujne vegetacije, od Plavde (Plada) do Pina (Pinus, Pin) bio nenaseljen. U arhivskim se spisima naziv naselja Crni Plat (Zerniplat, homines de Zerniplat) javlja sve do konca 18. stoljeća. Nastanjivali su ga stočari i poljodjelci. Stanovništvo je kao i u drugim naseljima ovog dijela priobalja variralo od ilirskog i romanskog a prevagnuli su Slaveni.
Prvobitni Crni Plat bio je po gornjem pojasu, visoko na Vrmcu, na polukružnoj crti od Gornje Lastve ka Bogdašićima. U kasnijoj fazi srednjega vijeka stanovnici stočarskih naselja niže na kosinama Vrmca formiraju su četiri sela Crnog Plata: Đurđevo brdo, Točilo, Češljar i nešto bliži obali Donji kantun. Novija naselja su Gornje Seljanovo, Kava, Tripovići, Učuri i dr., nazvana prema prezimenima obitelji koji su ih naselila. Prve nastambe bile su kolibe i potleušice. Od 14. stoljeća nastambe su kućice u suhomeđi pokrivene kamenim pločama. Gospodarska djelatnost bila je obrada zemlje po okućnici, maslinarstvo, sječa drva i držanje stoke za svoje potrebe. Prema tužbi kotorskom sudu 27. srpnja 1444. kojom su mještani tužili kotorskog plemića koji im je zabranio napasati stoku i sjeći drva na brijegu koji je kupio od Bogdašića, vide se starinska prava i otkad datiraju. Pred sudom su tužitelji izjavili da su na toj zemlji uvijek napasali i napajali stoku, sjekli drva te nijedan gospodar Bogdašića niti metropolita nije zabranjivao, sve otkako je Crni Plat naseljen u doba cara Stefana, odnosno cijelih trista godina. Sud je izrekao presudu u korist tužitelja 5. studenoga 1445. godine.
U Crnom Platu, od Popove glave u pravcu sjeverozapada je mjesno groblje i srednjovjekovna crkvica sv. Šimuna koja je nedavno sanirana. Crkva je do 1734. bila župna, a od te godine je grobljanska kapela. Tivatskim starosjedilačkim obiteljima sv. Šimun se slavi krsno ime. Kao blagdan se Šimundan obilježava u kućama Andrića, Goluba, Krstovića, Vuksanovića, Marića, Škanata, Belana, Staničića, Ercega, Tripovića, Sindika, Rajčevića i dr. Uz te dvije crkve, sv. Srđa i sv. Šimuna je i crkva sv. Ane, spomenute kao sv. Veneranda.